# Umberto Cicconi
Umberto Cicconi (Roma, 17 novembre 1958) è un fotoreporter italiano.

## Biografia
È stato il fotografo personale di Bettino Craxi e suo grande amico e confidente fino alla sua morte. Dopo la morte del leader socialista, Cicconi ha scritto il libro Segreti e misfatti - Gli ultimi vent'anni con Craxi, pubblicato nel maggio 2005 dalla Sapere 2000 di Roma, nel quale ha raccolto i giudizi, i pensieri ed i ricordi di Bettino Craxi.
Nel 2001 pubblica un album fotografico in un libro dal titolo "Craxi. Una Storia", edito della Fondazione Craxi, che contiene una grande raccolta di immagini che raccontano la vita di un uomo, di un politico, di uno statista.
Nel gennaio 2008 è uscito il suo secondo libro "Umberto C. - Dalla borgata all'archivio Craxi". Si tratta di un libro-intervista a cura di Massimo Consoli, edito dalla Memori Editrice di Roma. Nel libro oltre alla ricostruzione della vita avventurosa dello stesso Cicconi ed al proseguimento ed approfondimento dei ricordi di oltre venti anni vissuti con Craxi, sono pubblicati in appendice importanti ed inediti documenti tratti dall'archivio privato di Craxi, che il Leader socialista affidò proprio a Cicconi in quanto amico e fiduciario. Nel libro tra l'altro è descritta la strada presa dai documenti per preservarli durante il periodo in cui Craxi visse ad Hammamet in esilio.
Cicconi è autore di numerosi libri fotografici realizzate nel corso della sua carriera di fotografo free lance. Il genere è quello del fotografo d'assalto, della scuola dei fotografi della dolce vita adattata a cogliere gli aspetti più nascosti della politica e della vita sociale dell'Italia degli anni Settanta e Ottanta.
Le sue fotografie per quasi venti anni sono state pubblicate da riviste italiane come L'Espresso, Panorama, Oggi, Epoca, Chi e da riviste straniere. Le sue foto hanno fatto epoca anche per il genere innovativo della ripresa e per i particolari dei personaggi fotografati, colti al volo e quasi mai ripresi in posa.
Ha pubblicato inoltre numerosi libri fotografici sulla storia d'Italia, ha realizzato mostre e rassegne fotografiche, è stato curatore della rivista "Italia 900" edita dalla casa editrice Olimpia di Firenze.
Attualmente è Presidente della "Fondazione Allori", che si dedica ad approfondire studi e ricerche di carattere storico, sociale e politico. Tra le altre iniziative promosse dalla Fondazione particolare rilievo ha avuto la mostra presso la Casa del Cinema di Roma, dove sono state esposte, dal 4 al 21 marzo 2010, fotografie dell'Italia tra il 1945 e gli anni '60. L'esposizione intitolata "L'Italia scopre l'America" rappresenta un importante spaccato dell'Italia del boom, ma è anche un biglietto da visita di una Fondazione che possiede milioni di negativi e lastre fotografiche relativi alla storia dell'Italia moderna. La presentazione dell'iniziativa è stata affidata in particolare a Giancarlo Governi, volto noto della Rai, che ha ricordato anche le avventurose ricerche fatte da Umberto Cicconi negli anni '80 per mettere insieme gli archivi fotografici italiani più prestigiosi e significativi.
La Fondazione infatti gestisce l'Archivio Cicconi, un insieme di archivi fotografici storici che ritraggono la storia dell'Italia dalla fine dell'Ottocento ai nostri giorni.
Il 23 settembre 2014, il giornalista Carmelo Abbate pubblica per Piemme il libro "Bolero, una perfetta storia italiana"  che racconta la storia di Cicconi dalla nascita, in un tugurio alla periferia di Roma, a fotografo personale di Bettino Craxi.